# Kanton Basse-Pointe
Kanton Basse-Pointe is een voormalig kanton van het Franse departement Martinique. Kanton Basse-Pointe maakte deel uit van het arrondissement La Trinité en telde 3.845 inwoners (2007). Het kanton had een oppervlakte van 27,95 km² en een dichtheid van 138 inwoners per vierkante kilometer. Het werd zoals alle kantons van Martinique opgeheven op 1 januari 2016.

## Gemeenten
Het kanton Basse-Pointe omvatte de volgende gemeente:
- Basse-Pointe